# Rhymney (rivière)
Pour les articles homonymes, voir Rhymney (homonymie).
La Rhymney (gallois : Afon Rhymni) est une rivière dans la Vallée de la Rhymney, au sud du pays de Galles, au Royaume-Uni, qui a son embouchure au nord de l'estuaire de la Severn à Cardiff.

## Géographie

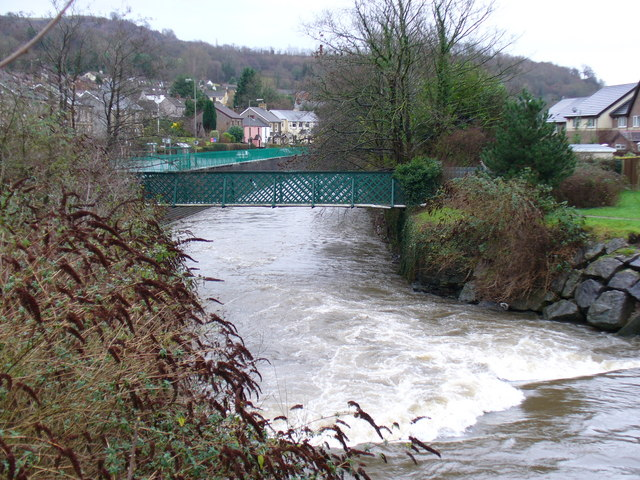
La traversée de Machen.

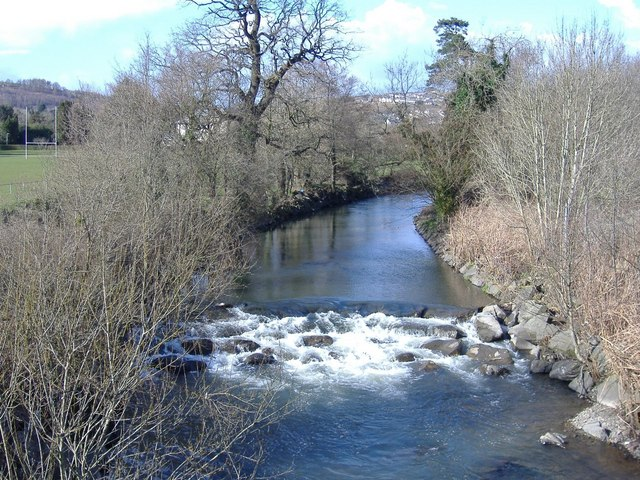
La traversée de Ystrad Mynach.

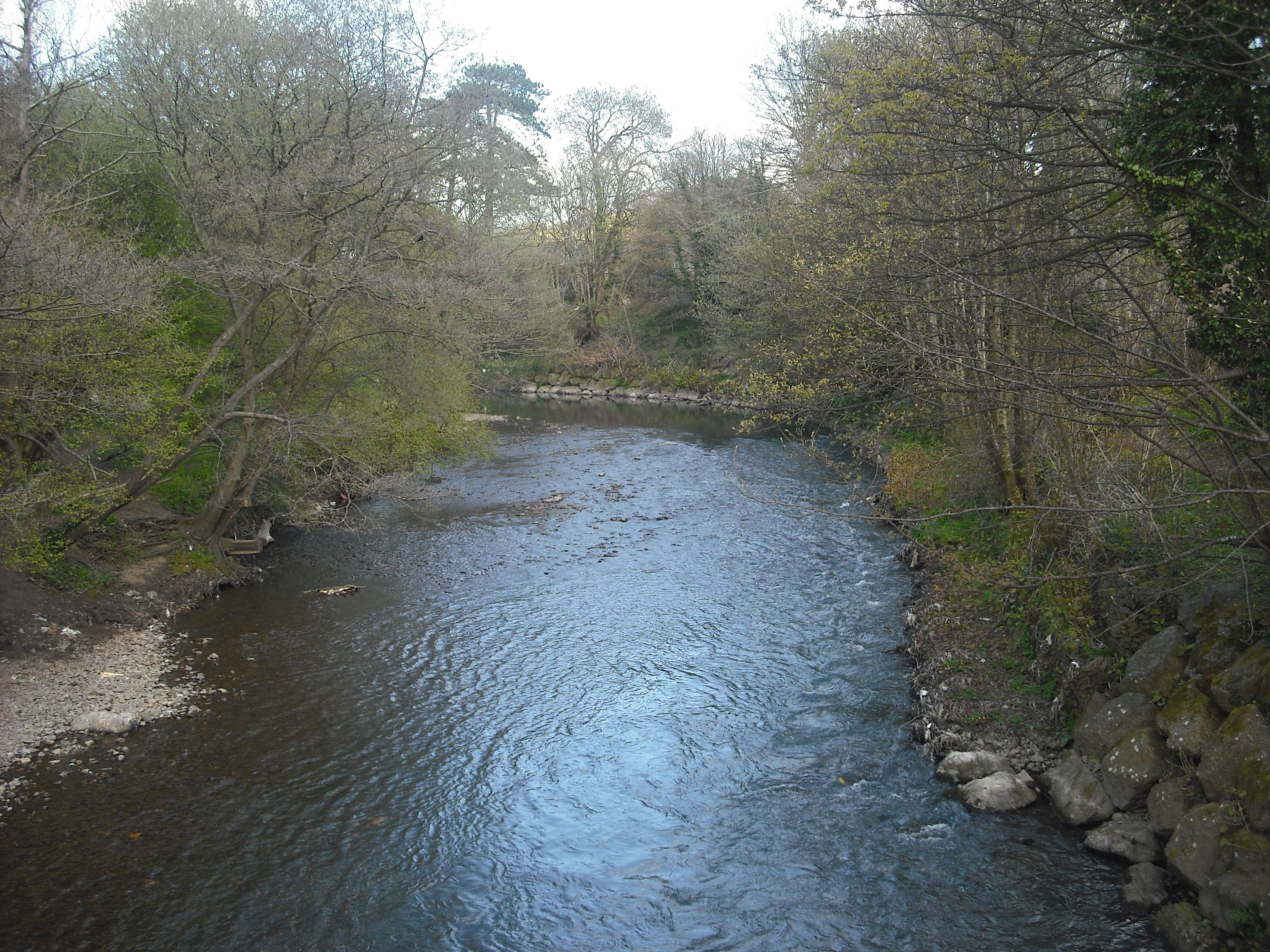
La traversée de Llanrumney, à l'est de Cardiff.

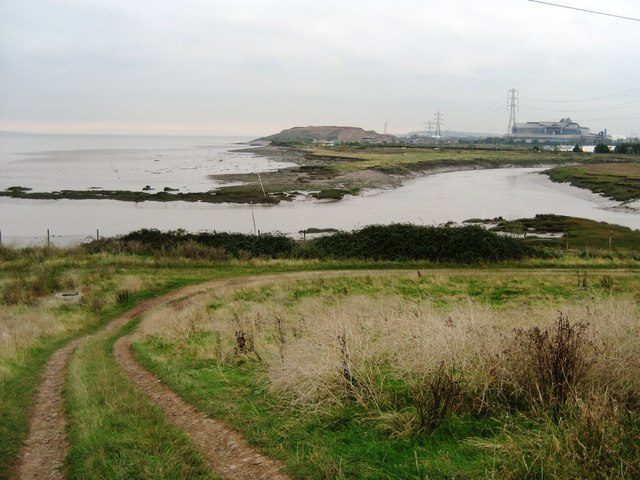
Embouchure du fleuve, lorsqu'il atteint l'estuaire de la Severn juste à l'est de Cardiff.

Elle traverse Cardiff dans l'Estuaire de la Severn. La rivière a formé la frontière entre les comtés historiques de Glamorgan et Monmouthshire jusqu'en 1887. Les paroisses à l'est de la rivière, Rumney et St Mellons, ont été transférées de la juridiction de Newport, à Cardiff dans le Glamorgan.
La rivière coule au sud de sa source près de Rhymney à New Tredegar, Bargoed, Ystrad Mynach, Llanbradach jusqu'à Caerphilly à l'extrémité sud de la vallée de Rhymney. Puis passé Bedwas, Trethomas, Machen, Draethen, Llanrumney, elle rejoint Rumney et son estuaire dans la Severn.
La Vallée de la Rhymney (gallois : Cwm Rhymni) est issue d'une vallée glaciaire. Provenant de la vallée, sur le bord sud des Brecon Beacons, la rivière Rhymney descend abruptement à travers la ville de New Tredegar vers Ystrad Mynach, puis vers le sud à travers une plaine avant de rejoindre l'estuaire de la Severn à l'est de Cardiff. Les villages de Groesfaen, Deri, Pentwyn et Fochriw sont situés dans la vallée de Darran et non dans la vallée de la Rhymney, elle rejoint la vallée de la Rhymney à Bargoed.
Sur une distance de 50 km, le bassin est divisé en deux parties distinctes :
cours supérieur : vallée supérieure escarpée, humide et montagneuse
cours inférieur : vallée plus plate et plus large en dessous de Machen où la rivière prend un caractère de cours d'eau de plaine avec ses méandres.

## Hydrologie
Son régime hydrologique est dit pluvial océanique.

## Aménagements et écologie
Étant située dans une partie de la zone de production des houillères de Galles du sud et des mines de fer, la rivière a eu une eau de mauvaise qualité pendant la majeure partie des XIXe et XXe siècles. La rivière est canalisée dans plusieurs de ses sections supérieures, y compris un tunnel sous les anciens complexes d'usines à Rhymney, sortant à Pontlottyn.

### Vie aquatique
Depuis la fermeture de la dernière des mines de charbon à la fin des années 1980, l'eau est devenue beaucoup plus propre. Elle regorge maintenant de poissons et d'insectes et abrite de nombreuses espèces sauvages. La rivière héberge désormais un stock d'ombres et de truites brunes sauvages. De nombreux travaux ont été entrepris pour supprimer les anciens ouvrages industriels sur la rivière afin de permettre aux poissons d'y accéder. La rivière est sous la garde de Natural Resources Wales et du South East Wales Rivers Trust.